# 치사 (가수)
치사(일본어: 千紗, 1975년 8월 7일 ~ )는 일본의 전 가수, 전 보컬, 전 댄서, 전 여배우, 전 모델이다. 효고현 단바사사야마시 출신이다.